# اسی‌لیگا
اسی‌لیگا (انگلیسی: Esiliiga) دومین لیگ معتبر فوتبال در کشور استونی است که در سال ۱۹۹۲ بنیان‌گذاری شده و زیر نظر اتحادیه فوتبال استونی برگزار می‌شود.